# Episodi di Elementary (settima stagione)
La settima e ultima stagione della serie televisiva Elementary, composta da 13 episodi, è stata trasmessa sul canale statunitense CBS dal 23 maggio al 15 agosto 2019.
In Italia, la stagione è andata in onda su Rai 2 dal 17 luglio al 21 agosto 2019.
| nº | Titolo originale       | Titolo italiano                | Prima TV USA   | Prima TV Italia |
| -- | ---------------------- | ------------------------------ | -------------- | --------------- |
| 1  | The Further Adventures | Le ulteriori avventure         | 23 maggio 2019 | 17 luglio 2019  |
| 2  | Gutshot                | Un colpo all'addome            | 30 maggio 2019 | 17 luglio 2019  |
| 3  | The Price of Admission | Il prezzo dell'ammissione      | 6 giugno 2019  | 24 luglio 2019  |
| 4  | Red Light, Green Light | Semaforo rosso, semaforo verde | 13 giugno 2019 | 24 luglio 2019  |
| 5  | Into the Woods         | Nei boschi                     | 20 giugno 2019 | 31 luglio 2019  |
| 6  | Command: Delete        | Comando: Cancella              | 27 giugno 2019 | 31 luglio 2019  |
| 7  | From Russia with Drugs | Dalla Russia con droghe        | 4 luglio 2019  | 7 agosto 2019   |
| 8  | Miss Understood        | Signorina compresa             | 11 luglio 2019 | 7 agosto 2019   |
| 9  | On the Scent           | Un fiuto speciale              | 18 luglio 2019 | 14 agosto 2019  |
| 10 | The Latest Model       | L'ultima modella               | 25 luglio 2019 | 14 agosto 2019  |
| 11 | Unfriended             | Senza amici                    | 1º agosto 2019 | 21 agosto 2019  |
| 12 | Reichenbach Falls      | La caduta                      | 8 agosto 2019  | 21 agosto 2019  |
| 13 | The Last Bow           | L'ultimo saluto                | 15 agosto 2019 | 21 agosto 2019  |

## Episodio 1 - Le ulteriori avventure
- Titolo originale: The Further Adventures
- Diretto da: Christine Moore
- Scritto da: Robert Doherty e Jason Tracey

### Trama
Un ladro di nome Beppo fa irruzione nell'appartamento londinese di Holmes, che lo sta aspettando. Il ladro è alla ricerca di un busto, contenente la Perla nera dei Borgia, utilizzata in matrimoni reali. A Scotland Yard, Holmes distrugge la perla che racchiude l'anello di Lucrezia Borgia, usato per avvelenare. Tra Joan e il supervisore Jones di Scotland Yard non corre buon sangue, poiché quest'ultimo non sostiene gli americani.
Lola Quinn, una modella di tabloid, è stata aggredita con dell'acido lanciato in volto da un ladro. Holmes e Joan regalano a Marcus un cappello da cowboy, congratulandosi per il suo nuovo incarico presso gli US Marshals, anche se il suo trasferimento è sospeso a causa del blocco delle assunzioni.
Kitty cerca di fare da madre ad Archie e contemporaneamente continua a indagare sulle ragazze scomparse. Inoltre, percepisce che Joan è nostalgica di New York. Lola si risveglia in ospedale e, a causa della deturpazione del suo viso, tenta di suicidarsi saltando dalla tromba dell’ascensore. Un paparazzo la collega a Ruby Carville, imprenditrice di giornali scandalistici. Jones avverte di non avvicinarsi a Ruby, così Holmes decide di inviare Kitty.
Quest’ultima riferisce dell’incontro e racconta anche della nostalgia di Joan. Marcus, avendo scoperto chi ha ucciso Rowan, spinge il capitano Gregson a ricucire i rapporti con i due investigatori. Nel frattempo, Carville convoca Holmes e Joan, rivelando che Lola era sua figlia biologica, e indica l’ultimo fidanzato di Lola come possibile aggressore. Quest’ultimo maltrattava Lola, ma risulta non essere l’autore dell’attacco, poiché si trovava in riunione al momento dell’aggressione.
Joan scopre che Lola non postava foto sui social da due settimane e confessa la sua infelicità a Londra. Dalle indagini emerge che Lola si era sottoposta a un intervento di chirurgia plastica eseguito in modo errato dal dottor Halsey. L’aggressione aveva lo scopo di deturpare il viso di Lola per cancellare l’errore e ogni traccia. Marcus telefona a Holmes e Joan per riferire che Gregson è stato ricoverato in ospedale, gravemente ferito.
Guest star: James Frain (Odin Reichenbach), Tamsin Greig (DCI Athelney Jones), Ravi Kapoor (Dr. Garret Halsey), Saffron Burrows (Ruby Carville), Maritz Veer (Lola Quinn), Jamie Thomas King (Derek Casey), Danny Schwarz (Chip), Dave Shalansky (Tony), Federico Dordei (Beppo), Tara Summers (Infermiera), Tom Vickers (Moped Man), Harry Smith (giornalista 1), Ian Harkins (giornalista 2), Ophelia Lovibond (Kitty Winter).
Ascolti Italia: telespettatori 1 054 000 – share 5,44%.

## Episodio 2 - Un colpo all'addome
- Titolo originale: Gutshot
- Diretto da: Guy Ferland
- Scritto da: Jason Tracey e Robert Doherty

### Trama
Holmes e Watson sono costretti a tornare a New York in seguito all’agguato subito dal loro ex capitano, Thomas Gregson. Holmes rientra clandestinamente nel Paese, poiché un precedente accordo con l’FBI gli impedisce di fare ritorno negli Stati Uniti: in caso contrario, verrebbe arrestato. Tale condizione deriva dalla falsa confessione resa da Holmes per proteggere la figlia del capitano, effettiva responsabile dell’omicidio del serial killer Michael Rowan.
Le indagini conducono a un campo da football, dove viene rinvenuto il cadavere di Tim, figlio di un sergente di polizia. Quest’ultimo ammette a Marcus che il figlio era “una mela marcia”. Emergerà che Tim stava pianificando un attacco terroristico con una bomba artigianale. Watson individua un filmato di videosorveglianza che riprende il rapimento di Tim, rivelando così l’identità dell’assassino: Patrick Meers, che si scopre essere anche il responsabile dell’attentato al capitano Gregson. Watson ipotizza un suo coinvolgimento diretto nel piano terroristico e convince Holmes a non lasciare la città. Il giorno successivo, Holmes si consegna volontariamente alle autorità federali per l’omicidio di Rowan.
Guest star: Mac Brandt (Patrick Meers), Terry Bell (Tremaine), Christopher Reed Brown (Arnold), Winsome Brown (Elise), Mike Houston (Marty Bledsoe), Zachary Knower (Stan Veek), April Ortiz (Linda Blumenthal), Jade Radford (Alicia Ocacia), Bubba Weiler (Jake Goodel), Sea McHale (Dylan Halleran), Yaegel T. Welch (ufficiale capo ESU), Diego Aguirre (sergente ESU), Terrell Wheeler (agente di sicurezza FBI), Virginia Madsen (Paige), Jordan Gelber (M.E. Hawes).
Ascolti Italia: telespettatori 1 032 000 – share 5,92%.

## Episodio 3 - Il prezzo dell'ammissione
- Titolo originale: The Price of Admission
- Diretto da: Thomas Carter
- Scritto da: Tamara Jaron

### Trama
Holmes cerca un modo per essere scagionato e individua una possibile soluzione: sfruttando i passati affari illeciti del padre con l'FBI, riesce a esercitare pressioni sul vice direttore George Eagen, costringendolo a far cadere le accuse a suo carico.
Nel frattempo, Watson e Marcus indagano su un nuovo omicidio avvenuto in un centro di stoccaggio, che si rivela essere una zona franca utilizzata per occultare, alla Dogana statunitense, tesori e reperti antichi appartenenti a facoltosi imprenditori. Holmes ipotizza che la vittima stesse derubando i clienti.
Watson e Marcus fanno la conoscenza del capitano Dwyer, comandante ad interim in sostituzione di Gregson. Le indagini si concentrano sulla collezione Swanson, collegata, tramite un raro volume, a un trattato di pace tra Eritrea ed Etiopia. Si scopre che la vittima era a conoscenza dell’esistenza di un giacimento petrolifero in territorio conteso. Per trarre profitto dalla prosecuzione del conflitto, Sebastian Florenti commissiona l’omicidio, con l’intento di vendere informazioni strategiche all’Eritrea. Parallelamente, Holmes scopre che Eagen ha insabbiato il caso dell’omicidio Rowan, attribuendone falsamente la responsabilità a un detenuto che si è poi suicidato. Il funzionario intima a Holmes di non rivelare quanto scoperto e di non cercarlo mai più, minacciando possibili ripercussioni su Watson.
Guest star: John Sharian (George Eagen), Gabriel Ebert (Sebastian Florenti), Daniel Davis (Antoine LaGrange), Rob Bartlett (capitano Dwyer), David Beach (Edward Cutler), Kate Middleton (Aura Swenson), Kate Levy (avvocato di Aura), Alex Cranmer (sig. Balfour), Lisa Arrindell (console etiope), Tiffany Villarin (servizio clienti Rep).
Ascolti Italia: telespettatori 941 000 – share 5,05%..

## Episodio 4 - Semaforo rosso, semaforo verde
- Titolo originale: Red Light, Green Light
- Diretto da: Jonny Lee Miller
- Scritto da: Robert Hewitt Wolfe

### Trama
Watson incontra Gregson e rivela che Meers avrebbe mentito. La nuova indagine prende avvio dall’esplosione di un furgone, causata da uno scontro con un camion che trasporta materiali edili. Nell’incidente perdono la vita un’infermiera che tentava di prestare soccorso e l’autista del furgone. Inizialmente si sospetta un atto terroristico, ma si scopre che il furgone appartiene a uomini della Mara Tres, una gang latina. Watson interroga Meers e lo accusa di terrorismo, ma questi nega con veemenza. Escluse le piste terroristiche e legate alle gang, le indagini si concentrano sull’autista del camion, considerato possibile bersaglio. Holmes individua una singolare correlazione tra i semafori rossi e verdi coinvolti nell’incidente. I suoi contatti hacker scoprono un codice sorgente, creato da un ex hacker divenuto informatore dell’NSA, di nome Phil. Quest’ultimo osserva che il codice non gli appartiene e sembra piuttosto un tentativo interno all’agenzia di manipolare il traffico. L’attentatore risulta essere un funzionario addetto al controllo del traffico, Saul Maranek-Halevi, che viene ritrovato morto, ucciso da cecchini inviati da Cameron, suo suocero e imprenditore edile.
Meers riceve la visita della moglie, che riferisce quanto scoperto da Watson: Meers utilizzava la chat di un videogioco per comunicare e ricevere istruzioni dai terroristi. Questi ordina alla moglie di presentare Watson come una minaccia.
Guest star: Rob Bartlett (capitano Dwyer), Jon Huertas (Halcon), Mac Brandt (Patrick Meers), Heléne Yorke (Holly Meers), Namir Smallwood (Jarius Jackson), Rayquila Durham (Tina), Jasmin Richard-Brooks (Chloe), Sam McMurray (Cameron Maranek), Maureen Sebastian (S.S.A. Tanyag), Jason Altman (agente Fisker), David Rossmer (Saul Maranek-Halevi), David Christopher Wells (agente Heller), Nick Choksi (Phil), Quentin Earl Darrington (Dewashe).
Ascolti Italia: telespettatori 915 000 – share 5,44%.

## Episodio 5 - Nei boschi
- Titolo originale: Into the Woods
- Diretto da: Christine Moore
- Scritto da: Jeffrey Paul King

### Trama
Holmes indaga sulla morte di una donna accoltellata durante una corsa campestre. Watson riceve un incarico dal magnate Odin Reichenbach, fondatore del colosso tecnologico Odeker. Reichenbach teme che il capo della sua sicurezza possa minacciare di rapire la nipote tramite lettere anonime, chiedendo un riscatto per fermarsi. Marcus e Holmes scoprono che l’omicidio della donna è collegato alla morte di un barista e del suo maiale. Da un’impronta rilevata da Holmes si risale a Todd Harris, sospettato di essere lo stesso assassino. L’uomo viene trovato ferito nel suo appartamento e si scopre che è stato derubato di tre bottiglie di vino francese. Si ipotizza che il killer abbia come prossimo obiettivo James Woods, un ricco appassionato di vino. Durante un galà viene organizzata un’asta per le bottiglie rubate. Holmes individua il killer grazie ai lacci delle sue scarpe. Successivamente si scopre che Odin ha simulato la minaccia come test e confida di aver fornito a Meers informazioni riguardanti l’attacco.
Guest star: Rob Bartlett (capitano Dwyer), Nick Rehberger (Colby), Chris Diamantopoulos (Jason Wood), Maddie Joe Landers (Corinna Wood), Samantha Massell (Beth), Emma Kikue (Claire), Andre Blake (coordinatore sicurezza), Phumzile Sitole (assistente), Stephen Dexter (ospite 1), Jeff Applegate (Todd Harris), Jordan Gelber (M.E. Hawes).
Ascolti Italia: telespettatori 1 043 000 – share 5,66%.

## Episodio 6 - Comando: Cancella
- Titolo originale: Command: Delete
- Diretto da: Craig Zisk
- Scritto da: Jordan Rosenberg

### Trama
Marcus indaga sulla scomparsa di un suo amico. La moglie segnala un cambiamento di comportamento nel marito prima della scomparsa e sospetta che Davis Whitmark possa aver fatto del male a qualcuno. Holmes distrugge tutti i dispositivi tecnologici per evitare di essere controllato da Odin e informa l’agente dell’NSA McNally. Marcus e Watson scoprono che Davis è stato attore e socio di un sito di video sadomaso; sotto ricatto, viene costretto a sparare contro la finestra di un albergo, ma non con l’intento di uccidere. Holmes deduce che l’obiettivo era un pugile protetto dalle autorità federali, che tuttavia muore a causa di un trasferimento forzato conseguente all’azione di Davis. Il pugile soffriva di una rara patologia che impedisce l’accumulo di depositi di grasso. Si ipotizza che l’assassino possa essere un medico. Holmes scopre che il movente riguarda l’eredità di una famiglia proprietaria di una piantagione di caffè pregiatissimo. Su consiglio dell’NSA, accetta di rivedere Odin e di collaborare con lui. Watson e Marcus scoprono che a uccidere il pugile è stata la donna incinta del suo bambino, la quale ha eliminato il compagno per ereditare la tenuta. Holmes sa che McNally collabora con Odin, ma sceglie di non rivelare la verità a Watson o ad altri, per non mettere in pericolo le loro vite.
Guest star: Rob Bartlett (capitano Dwyer), Tim Guinee (agente McNally), Myk Watford (Davis Whitmark), Stephanie DiMaggio (Carla Whitmark), Peter Ganim (dottor Gregory Burgess), Kelly McCrann (Tessa Pritchard), Ian Kahn (Alwyn Smith), Judy McLane (avvocato), Kirsten Scott (Juliana), Jeff Applegate (Todd Harris), Brynne McManimie (Libby), Harriett D. Foy (Viola Wright), Maria Elena Ramirez (signorina Duarte), Jennifer Mudge (Cassina).
Ascolti Italia: telespettatori 926 000 – share 5,53%.

## Episodio 7 - Dalla Russia con droghe
- Titolo originale: From Russia with Drugs
- Diretto da: Michael Hekmat
- Scritto da: Sean Bennett

### Trama
Il capitano Dwyer tiene un discorso al distretto in occasione del ritorno di Gregson nel suo ufficio. La detective Bree presenta le dimissioni per intraprendere un’attività nel settore privato. Gregson sospetta che le dimissioni siano legate a un caso di molestie sul lavoro. Si apre un’indagine sull’omicidio di Ridley, un assassino e ladro, il cui cadavere viene trovato dalla fidanzata tramite una traccia di denaro che conduce al luogo del delitto. L’uomo sembra essere stato avvelenato, poiché sul denaro rubato da una cassaforte è stato rilevato del fentanyl. Watson e Gregson interrogano la fidanzata, che riferisce come Ridley non abbia mai fatto uso di droghe e sia stato costretto a disintossicarsi dalla meth. Gregson nutre sospetti su Dwyer, a causa dei suoi precedenti legati a molestie, e chiede consiglio a Joan. Watson dichiara di non aver assistito a comportamenti scorretti e incoraggia Gregson ad affrontare direttamente Dwyer. Holmes scopre che l’avvelenamento è stato probabilmente compiuto tramite inalatore e ipotizza che Ridley possa essere stato una spia, poiché i russi hanno utilizzato il fentanyl “kolokol-1”. Contatta un’insegnante di scuola elementare, che si rivela essere una spia di Mosca. Successivamente viene rinvenuto il cadavere di Cecil e si sospetta che Ridley lo abbia ucciso su mandato russo.
Holmes incontra un contatto russo che rivela come uno scienziato della Russia, ora residente a New York, abbia contribuito allo sviluppo del kolokol-1. Si scopre che Cecil e la sua collega hanno ucciso Ridley. La loro azienda ha ottenuto un contratto dalla DEA per il riciclaggio di denaro sequestrato, coinvolgendo Ridley per garantire il proprio lavoro con l’agenzia. Bree presenta una denuncia contro Dwyer presso l’EEO, ma lascia comunque il distretto, mentre Gregson rimane suo amico.
Guest star: Rob Bartlett (capitano Dwyer), Lili Mirojnick (Olga Berezhnaya), Emily Swallow (Bree Novacek), Shirley Rumierk (Audrey Kensit), Kristolyn Lloyd (Janice), Jason Babinsky (Ridley Dineen), Jordan Gelber (M.E. Hawes).
Ascolti Italia: telespettatori 1 040 000 – share 5,60%.

## Episodio 8 - Signorina compresa
- Titolo originale: Miss Understood
- Diretto da: Michael Smith
- Scritto da: Bob Goodman

### Trama
L’episodio inizia con la risoluzione del caso di Summer Voss, uccisa mediante una palla da yoga contenente un gas nocivo, modificata dal signor Weller. Sulla via di casa, Holmes e Joan incontrano una vecchia conoscenza: Mina Devenport, una giovane donna che aveva finto di essere la figlia scomparsa di una famiglia benestante, il cui vero nome è Cassie Lenew. Dopo aver saldato un debito, chiede il loro aiuto per trovare l’assassino della madre affidataria, Heather, di cui si era presa cura e per la quale ora vuole giustizia. Joan visita il marito di Heather, inizialmente sospettato ma poi scagionato. Holmes mantiene alta la guardia su Cassie, ospitandola a casa sua ma senza fidarsi completamente. Con l’aiuto di Cassie, Holmes legge alcune e-mail tra Heather e un acquirente di latte in polvere. Fuori dalla casa di Heather, la polizia di Stato indaga sul caso di latte per bambini rubato, nel quale Heather agiva come informatrice. Le forze dell’ordine collaborano per chiudere il caso.
Holmes interroga Cassie riguardo al sangue dell’agente morto trovato nella sua auto, deducendo che probabilmente non è stata lei a ucciderlo, ma che doveva trovarsi nelle vicinanze. Cassie chiede a Holmes se durante l’infanzia si sia mai sentito solo e arriva a confidare anche a Watson che Holmes potrebbe essere suo padre. Esaminando le telecamere di un minimarket, Holmes sviluppa una teoria e sospetta Mack Leehoven, produttore di latte in polvere. Ore dopo, Leehoven viene svegliato dall’allarme di casa: Cassie è entrata e lo accusa dell’omicidio di Heather, ma dichiara di non volerne parlare in cambio di 2 milioni di dollari. Quando Holmes rientra, scopre Cassie e la accusa di aver inscenato tutto per denaro; Cassie però gli assicura che si tratta di una trappola per incastrare l’assassino. Poco dopo la polizia effettua un arresto. Holmes rivela a Cassie di aver indagato sulla sua vera identità e le consegna una busta che lei però non intende aprire. Infine, Holmes le consegna un modulo per cambiare nome e avere un nuovo inizio.
Guest star: Allie Ioannides (Cassie Lenew), Joseph Lyle Taylor (detective Owen Calabrissi), Marjan Neshat (detective Farrad), Christa Scott-Reed (Meredith Sagehorn), Charles Borland (Judd Foley), Matthew Boston (Mack Leehoven), William Hill (Jim Bendix), Tramell Tillman (detective Ocasio), Michael Satow (Dalton Weller), Kelsey Rainwater (assistente sociale), James Murtaugh (avvocato).
Ascolti Italia: telespettatori 948 000 – share 5,71%.

## Episodio 9 - Un fiuto speciale
- Titolo originale: On the Scent
- Diretto da: Christine Moore
- Scritto da: Jeffrey Paul King

### Trama
Holmes, Watson e Bell indagano sull’omicidio di Caroline, una scultrice a cui è stato rubato il cane, un pastore tedesco ex cane poliziotto. I tre detective sospettano che l’autore possa essere un serial killer noto come il "fantasma di Brooklyn". Si scopre però che il fantasma non è altro che un uomo affetto da una condizione di sudorazione tale da contaminare accidentalmente i tamponi con il proprio DNA mentre lavora nella fabbrica che li produce, consentendo così di risolvere vecchi casi. Il nuovo sospettato è il proprietario di una galleria d’arte che aveva deriso Caroline per le sue opere, ma in realtà si trattava di una messa in scena a scopo di marketing per incrementare le vendite dei lavori di Caroline. Mentre uno dei vicini viene arrestato per il furto di telefonini, una vicina racconta del litigio per i cani e del via vai di persone da Caroline per acquistare droga. Diana, amante di Caroline, ammette di aver visto qualcuno vestito come lei portare via uno dei suoi cani, Ollie, un ex cane poliziotto esperto nel fiutare  marijuana. Sospettano che un cartello possa usare Ollie per nascondere meglio la droga durante le spedizioni o che si tratti semplicemente di allontanare il cane da Caroline. Incontrano il boss del cartello, che tramite il suo avvocato nega ogni accusa. Le ipotesi vengono scartate quando Ollie viene trovato a vagare in un cantiere ferroviario, dove diversi panetti di droga vengono rubati da un vagone del treno. Il ruolo di Ollie era quello di individuare la marijuana per l’assassino. Si scopre che il ladro di telefonini è la mente dietro l’omicidio e il rapimento di Ollie. L’assassino aveva ottenuto informazioni dalla sorella, avvocato del cartello.
Guest star: Danny Binstock (Zachary Fowler), Liz Carey (Naomi Long), Joe Tippet (Benjamin Long), Kate Shindle (Danielle Olivera), Michael Bryan French (Mr. Hutchins), Michael Sibery (Carson Mayfield), Armando Acevedo (Alejandro), Carlos Gómez (Enrique Ruiz), Carol Halstead (Caroline Gibbs), Rachael Holmes (Antonia), Kario Marcel (Saldenbrook), Pamela Dunlap (Esther Kelton), Nathaniel Stampley (Nicholas Gerrardi), Alyson Lange (Sasha).
Ascolti Italia: telespettatori 786 000 – share 4,96%.

## Episodio 10 - L'ultima modella
- Titolo originale: The Latest Model
- Diretto da: Ron Fortunato
- Scritto da: Robert Hewitt Wolfe

### Trama
Mentre Watson e Holmes utilizzano un videogioco per risolvere un caso, computer e telefoni vengono bloccati da Odin, che impedisce loro di registrare la conversazione. Holmes sospetta che Wesley Conrad possa compiere una sparatoria in un cinema nei giorni successivi. Durante un tour guidato dedicato ai luoghi di omicidi famosi in città, una guida turistica e il gruppo scoprono il corpo di una donna uccisa in un vicolo. Holmes aggiorna Watson sul caso di Odin: Conrad ha effettuato un prelievo bancario e ha cercato armi online.
All’obitorio, Holmes, Watson e Bell stabiliscono che la vittima, Kamile, è stata uccisa con lo stesso modus operandi di Autumn Cleary, un cold case risalente a diciotto anni prima. Intanto Holmes parla con Conrad, irritato per un podcaster che si è attribuito il merito del suo lavoro. Incontrano la moglie di un uomo sospettato di aver ucciso Cleary. La donna ammette che il marito era violento, ma ha taciuto per proteggere i figli; ora che sono cresciuti, vuole che la verità venga a galla. Afferma però che lui non può aver ucciso Kamile. Esaminano il cortile e gli edifici circostanti. Holmes scopre un ascensore nascosto che conduce a un appartamento di modelle. Una di loro riferisce che Kamile parlava spesso al telefono di soldi. Si scopre che il proprietario dell’edificio ha spostato il corpo di Kamile, ma non è l’assassino. Kamile aveva una sorella, Regina, morta per overdose di eroina. Holmes ipotizza che i due omicidi siano collegati. Il rapporto del medico legale tuttavia esclude l’overdose come causa della morte di Kamile. Esaminando l’account telefonico di Kamile, emergono pagamenti a un investigatore privato, Lim Baxter, incaricato di indagare sulla morte della sorella. Baxter viene trovato morto nel suo ufficio, con un sacchetto di plastica sulla testa e segni di ustioni da colpi di pistola. Holmes fa visita a Odin e gli comunica di aver preso la pistola di Conrad e di averlo messo in contatto con un importante studio legale, con l’obiettivo di fargli abbandonare la violenza e cambiare il proprio comportamento. Una foto di Regina accanto a un DJ vestito da panda attira l’attenzione di Holmes. Rintracciato il DJ, questi ammette di essere stato il suo ragazzo e rivela che Regina, mentre era in Brasile, gli aveva confidato di aspettare un bambino, convincendolo a non darlo in adozione. Holmes sospetta che Regina sia stata uccisa il giorno stesso del parto. Ritornano dallo sponsor di Regina, che aiutava anche Kamile a superare la perdita della sorella, e scoprono che fungeva da intermediario tra Regina e l’agenzia di adozione. Quando Regina decise di tenere il bambino, la donna l’avrebbe uccisa per mantenere la propria percentuale sulle adozioni. Odin, tuttavia, non modificherà il suo modo di agire, poiché Conrad uccide i propri genitori. Sembra quindi che Holmes non abbia ottenuto risultati con il suo approccio non violento.
Guest star: Danny Binstock (Zachary Fowler), Liz Carey (Naomi Long), Joe Tippet (Benjamin Long), Kate Shindle (Danielle Olivera), Michael Bryan French (Mr. Hutchins), Michael Sibery (Carson Mayfield), Armando Acevedo (Alejandro), Carlos Gómez (Enrique Ruiz), Carol Halstead (Caroline Gibbs), Rachael Holmes (Antonia), Kario Marcel (Saldenbrook), Pamela Dunlap (Esther Kelton), Nathaniel Stampley (Nicholas Gerrardi), Alyson Lange (Sasha).
Ascolti Italia: telespettatori 783 000 – share 5,29%.

## Episodio 11 - Senza amici
- Titolo originale: Unfriended
- Diretto da: Lucy Liu
- Scritto da: Bob Goodman

### Trama
Holmes scopre che le webcam installate nella casa di Conrad, prima della sua morte, sono state oscurate dalla tecnologia di Odin, il quale ha inscenato un omicidio-suicidio di Conrad e dei suoi genitori. Capisce così che Odin non ha alcuna intenzione di abbandonare i suoi propositi stragisti. Sherlock chiede allora l’aiuto del padre Morland, che accorre in suo sostegno. Il nuovo obiettivo di Odin è Stewart Pringle, che vuole vendicare la morte della sua ragazza, causata da un abuso di farmaci oppioidi, pianificando di far saltare in aria il produttore di tali farmaci. Si scopre però che Pringle è un’identità falsa assunta da Wilson Kubiak, uno degli uomini di Morland. Holmes e suo padre organizzano un’esca per attirare Odin in una trappola e portarlo in giudizio. Per realizzare il piano, Morland deve chiedere favori a persone molto influenti. Per questo incontra la signora Tseng nella fattoria da lui acquistata grazie al suo intervento. Holmes, insieme agli uomini di Morland, cattura il killer inviato da Odin: Annie Spellman, una giovane maestra. Watson e Kubiak perquisiscono la casa di Annie e scoprono che ha ucciso altri tre obiettivi indicati da Odin. Tutti gli incarichi arrivano tramite un sito web che vende guanti da cucina, spediti con le generalità delle persone da eliminare. Viene trovata anche la custodia della pistola usata negli omicidi. Watson identifica Talia Vaccaro, una scienziata, come una delle vittime di Annie. Holmes vuole scoprire chi ha reclutato Annie. Nel frattempo, decidono di visitare il laboratorio di Talia. La scienziata era in contatto con un gruppo per la protezione degli animali chiamato Heal the Wild. I favori di Morland hanno portato alla messa al bando della compagnia di Odin in tutto il mondo, causando il crollo delle azioni e la pressione degli azionisti per la sua uscita dalla guida dell’azienda. Holmes comprende che Talia è stata uccisa affinché Odin potesse acquistare la compagnia di suo fratello, poiché lei si opponeva a questa operazione. Questa mossa era necessaria per permettere alla Odeker di utilizzare gli algoritmi sviluppati da Talia per migliorare il sistema di selezione degli obiettivi da eliminare. Odin si presenta all’undicesimo distretto per parlare con Holmes, chiedendogli di fare un passo indietro per permettergli di continuare a fermare potenziali assassini di massa. Conferma inoltre di aver ordinato l’omicidio di Talia, fatto già scoperto da Holmes. Watson parla con Annie e le mostra delle e-mail di Talia per dimostrarle che la scienziata non era un’aspirante assassina di massa, ma una donna che voleva tutelare gli animali impiegati nell’azienda del fratello, proteggendoli dall’Odeker. Annie racconta di essersi lasciata coinvolgere dopo una sparatoria avvenuta nella sua scuola, da cui è rimasta traumatizzata. Odin aiuta il governo della signora Tseng a individuare dei dissidenti, ottenendo così una riabilitazione. In cambio, chiede la testa di Morland. Holmes informa Gregson di Odin, che decide di avviare un’indagine contro di lui. Marcus chiama Holmes per informarlo della morte del padre.
Guest star: John Noble (Morland Holmes), Kristen Bush (Annie Spellman), Charlie Semine (Stewart Pringle/Wilson Kubiak), Jodi Long (Mrs. Tseng), Roderick Hill (Wesley Conrad), January Lavoy (Chloe), Lisbeth MacKay (Mrs. Conrad), Eric Elizaga (Eldon), Kristoffer Cusick (Gene), Rachael Holmes (Antonia), Gabe Doran (venditore di propano). 
- Ascolti Italia: telespettatori 820 000 – share 4,69%[9].

## Episodio 12 - La caduta
- Titolo originale: Reichenbach Falls
- Diretto da: Ron Fortunato
- Scritto da: Jason Tracey

### Trama
La casa che custodisce Annie Spellman viene bruciata con lei dentro da Odin che ora usa professionisti per fare il lavoro sporco. Il corpo di Morland viene trovato in un'auto rubata riempita di esplosivi, l'intuito di Holmes permette di determinare la manomissione dello sportello e riesce a salvare tutti. Nel frattempo, Gregson affronta Odin avvertendolo di lasciare stare le persone a lui care. Si pensa che chi ha ucciso Morland potrebbe aver rubato il suo orologio da polso molto costoso. Marcus trova il banco dei pegni dove era stato portato l'orologio per essere riparato. Holmes capisce che i corpi dei tre mercenari di Agrianos sono stati fatti a pezzi per poi essere bruciati in un camino da un quarto uomo. Holmes affronta McNally perché vuole che lo aiuti a smascherare Odin, ma McNally rifiuta. Marcus e Watson interrogano Frederick Wentz, un imprenditore petrolifero che incaricò i mercenari Agrianos per un'operazione in Nigeria. McNally incontra Odin che chiede all'agente di poter accedere a tutti i dati che dispone la NSA. Holmes scopre dall'ustione sul braccio che Wentz è il quarto uomo che cercano, anche lui mercenario. Il vice procuratore D.A. Garrison rifiuta di portare in giudizio Wentz dal momento che il cancro lo ucciderà a breve. A Holmes non resta che pianificare un omicidio per far arrestare Odin. La trappola creata da Holmes consiste nel dare un falso appuntamento a Odin con McNally, inviandogli un messaggio attraverso il telefono clonato di McNally. All'incontro sarà lui a presentarsi con una pistola e ne scaturisce una discussione. Marcus, Watson e Gregson, che erano all'oscuro del piano, capiscono le vere intenzioni di Holmes e si presentano sul luogo dell'incontro trovando Odin con la pistola in mano mentre Holmes cade in acqua da un'altezza considerevole. Gregson arresta Odin per omicidio di primo grado. Dai primi riscontri risulta che la pistola, trovata in possesso di Odin, proviene dal programma di riacquisto armi sponsorizzato da Odin. Questo permetterà di svelare tutto il sistema creato da Odin nel tanto ricercato processo in tribunale. Marcus sospetta che Holmes abbia creato Odin. Holmes è vivo e si trova a Firenze, dove acquista una casa.
- Guest star: Tim Guinee (agente McNally), Rachael Holmes (Antonia), Bob Gunton (Frederick Wentz), Michael Hayden (A.D.A. Garrison), Kimberly S. Fairbanks (Lisa Cooper), Nora Murphy (Jessi), Sathya Sridharan (Amir), Caprice Benedetti (donna italiana), Luis Moreno (detective), Mike Keller (plainclothes cop), Jonathan Sale (caposquadra), Erica Bradshaw (infermiera), Paco Lozano (autista), Marc Webster (guardia 1), Jordan Gelber (M.E. Hawes).
- Ascolti Italia: telespettatori 755 000 – share 4,88%[9].

## Episodio 13 - L'ultimo saluto
- Titolo originale: The Last Bow
- Diretto da: Christine Moore
- Scritto da: Robert Doherty

### Trama
Tre anni dopo la "morte" di Holmes, Watson viene intervistata in un programma del mattino riguardo ai crimini di Odin e al suo processo. Odin viene condannato all'ergastolo, ma non per l'omicidio di Holmes. Watson ha scritto un bestseller sulla vicenda, intitolato The Casebook of Sherlock Holmes, e ha adottato il piccolo Arthur. Marcus, intanto, è diventato capitano del suo distretto di polizia. Spunta l’avvocato Ronald Adair, che informa Watson della morte di Jamie Moriarty. Quest’ultima ha lasciato in eredità a Holmes un pacco, ma poiché lui è "morto" e Watson è stata dichiarata erede universale, la consegna viene fatta a lei. Al cimitero, Joan distrugge la lapide di Holmes: un segnale da usare in caso di pericolo per farlo tornare. Holmes racconta a Watson che Moriarty non è morta. In questi anni, sotto false identità, ha cercato di fermarlo e di risolvere altri casi, decidendo di non contattarla per tenere al sicuro lei e il figlio. Si capisce che l’avvocato è stato mandato proprio per attirarlo. Adair viene trovato ucciso. Anche Gregson e Marcus sanno che Holmes è vivo. Adair aveva inviato duecentomila dollari a Hernan Zielenko per un debito di poker. Decidono di incontrare al galà Ellory, luogotenente di Moriarty, che avverte Watson di sapere da tempo che Holmes è vivo. Moriarty decide di non ucciderlo perché Holmes stava danneggiando maggiormente i suoi nemici. Holmes trova la sala da gioco dove ha giocato Zielenko e incontra l’agente dell’NSA McNally, che è al corrente della sua identità grazie ai criminali arrestati con il suo aiuto. McNally vuole assumere Holmes per collaborare con l’NSA. Nella vecchia casa, Holmes conosce Arthur e racconta a Watson dell’offerta di McNally. Incontra anche Gregson, che gli rivela che Watson ha il cancro e sta per iniziare la chemioterapia. Dopo aver discusso con Watson del motivo per cui gli ha nascosto la malattia, Holmes rifiuta l’offerta dell’NSA, decidendo di non abbandonare Watson. Un anno dopo, davanti alla bara di Moriarty, Holmes riceve nuovamente le condoglianze di McNally, che gli ripropone l’offerta di lavoro, ancora rifiutata. Durante il tragitto per incontrare il capitano Bell, Watson e Holmes discutono del falso funerale di Moriarty, che è ancora viva. Ora vogliono lavorare di nuovo insieme come consulenti investigativi per la NYPD.
Guest star: Tim Guinee (agente McNally), Wrenn Schmidt (Ellory), Simon Templeman (Ronald Adair), Robert Neary (Hernan Zielenko), Ian Palmer (Sean), Shamika Cotton (Rose), Jonathan Han (Arthur), Joan Lunden (conduttore).
Ascolti Italia: telespettatori 739 000 – share 6,10%.